# Mezquita Yukhari Govhar Agha
La Mezquita Yukhari Govhar Agha ( en idioma azerí:Yuxarı Gövhar Ağa məscidi), es una mezquita chií situada en Şuşa, en la región de Alto Karabaj. La mezquita también lleva el nombre de Boyuk Juma («Gran Mezquita») de Govhar Agha (en azerí: Gövhər Ağanın Cümə məscidi).

## Historia

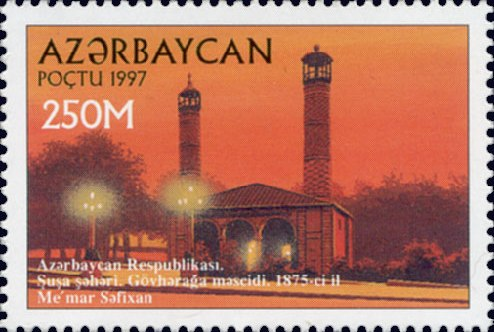
La mezquita en un sello de correos de Azerbaiyán.

Yukhari Govhar Agha significa «mezquita Superior Govhar Agha» en idioma azerí, refiriéndose a la ubicación de la mezquita en la sección superior de la ciudad de Şuşa y distinguirla de la mezquita Ashaghi Govhar Agha, mezquita del mismo nombre ubicada en la sección inferior de la ciudad. Ambas mezquitas se consideran símbolos de Şuşa y obra maestra de la arquitectura oriental. La mezquita Yukhari Govhar Agha se encuentra en la plaza principal de Şuşa, la calle Yusif Vazir Chamanzaminli y constituye una gran parte del complejo arquitectónico, que incluye una madrasa, tiendas y casas construidas por el mismo arquitecto. Según el historiador y autor de Karabakh-name, Mirza Jamal Karabakhi, la construcción de la mezquita se inició por orden de Ibrahim Khalil Khan en 1768 (1182 según el calendario musulmán), pero se detuvo por un largo tiempo. La construcción fue reiniciada y completada en 1883-1885 por el arquitecto Karbalayi Safikhan Karabakhi ordenada por Govhar Agha, hija de Ibrahim Khalil Khan.

## Exterior e interior
La sala de oración de la mezquita Yukhari Govhar Agha es de tres naves en forma cuadrada (190-185 metros) dividida por 6 columnas de piedra. La terraza de tres vigas en la sección norte de la mezquita le da una forma rectangular (26.5 × 21.5 metros). La mezquita tiene dos minaretes. Los balcones solían albergar a las mujeres locales de la sala de oración. El interior de la sala de oración recibe luz de las ventanas dobles. Los dos minaretes de la fachada forman la veranda. El edificio de la mezquita fue construido en piedra, mientras que los dos minaretes están hechos de ladrillos y tienen formas cilíndricas con cinturones horizontales con cada sección colocada en patrones de ladrillos distintivos. El mismo patrón de construcción se puede ver en la mayoría de las mezquitas de Karabaj construidas por Kerbalayi Safi Khan Karabakhi.

## Situación en elsigloXXI

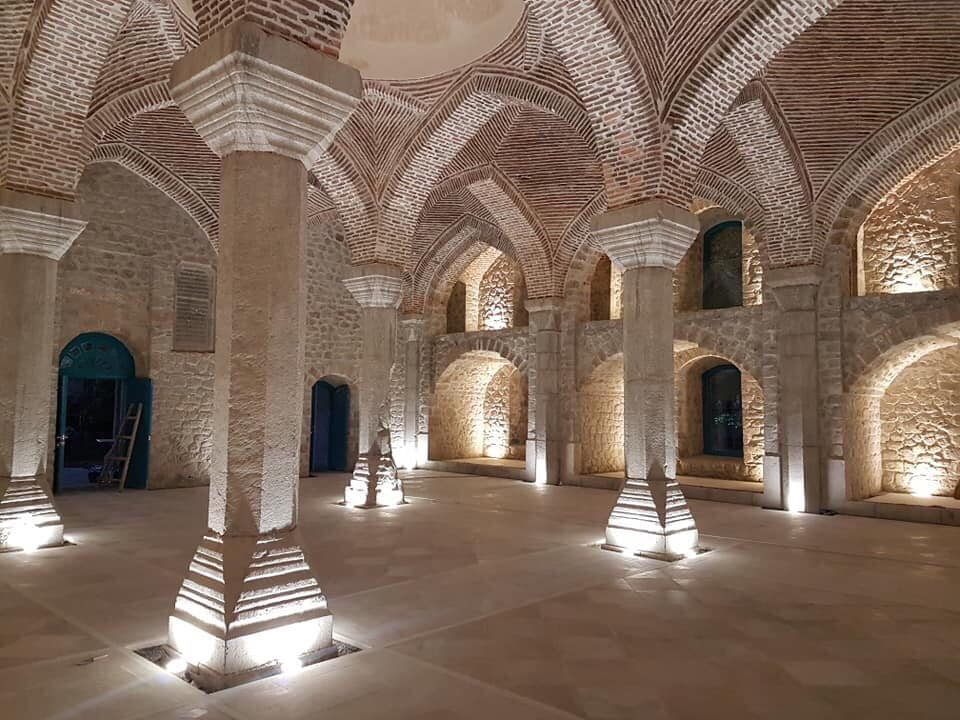
El interior renovado de la mezquita

Después de la captura de Şuşa por las fuerzas armenias de Artsaj, la mezquita dejó de funcionar. Tras una pequeña restauración de la mezquita en 2008-2009, donde se reconstruyó el techo, funcionarios del Ministerio de Economía de Nagorno-Karabaj ordenaron un proyecto de restauración, contratando expertos iraníes para llevar a cabo los trabajos. Los funcionarios azerbaiyanos expresaron su descontento con el proyecto de restauración, y el vicepresidente del Comité Estatal de Trabajo con Organizaciones Religiosas Gunduz Ismayilov afirmó que «la intención de Armenia de restaurar la histórica mezquita azerbaiyana en Şuşa era un intento de encubrir el vandalismo, que se hizo a los monumentos culturales y religiosos de Azerbaiyán en los territorios ocupados».